# TFR-Klasse 23E
Die Transnet-Freight-Rail-Klasse 23E sind ab 2018 in Dienst gestellte, sechsachsige Zweisystemlokomotiven für den Güterverkehr der Transnet Freight Rail (TFR) in Südafrika. Sie wurden von Bombardier Transportation entworfen und sind für den Betrieb mit 3 kV Gleich- und 25 kV Wechselspannung bei einer Frequenz von 50 Hz ausgelegt.

## Geschichte
Im März 2014 unterzeichnete Bombardier Transportation und TFR einen Vertrag über die Lieferung von 240 Lokomotiven, die im Manganerzverkehr und vor allgemeinen Güterzügen eingesetzt werden sollen. Das Auftragsvolumen des Vertrags beträgt umgerechnet EUR 933 Mio. Davon werden über 60 % für Material und Dienstleistungen in Südafrika ausgegeben. Mit einem Technologietransfer schaffte Bombardier 300 Arbeitsplätze in Südafrika, womit das Broad-Based Black Economic Empowerment (B-BBEE) der Regierung unterstützt wird.
Die Lokomotiven wurden vollständig in Südafrika gebaut. Neunzig verschiedene südafrikanische Lieferanten lideferten nach Bombardier-Plänen Teile für die Lokomotiven. Die wichtigsten sind DCD in Boksburg für den Wagenkasten, das Bombardier-Werk in Isando für die Gerätegerüste und die Stromrichter sowie IEC Holden für die Fahrmotoren. In einem Unterhaltungswerk von Transnet in Durban wird die Endmontage durchgeführt. Dasselbe Werk baut auch die Drehgestelle der Lokomotiven.
Die erste Lokomotive wurde von TFR im Dezember 2017 an den Kunden übergeben. Der kommerzielle Betrieb wurde 2018 aufgenommen. Die Lokomotiven verkehren ausschließlich auf der Manganerzbahn von Hotazel über Postmasburg und Kimberley nach Port Elizabeth.

## Technik
Die Lokomotiven sehen äußerlich denen der Baureihe 22E sehr ähnlich. Der geschweißte Wagenkasten ist eine selbsttragende Konstruktion. Die beiden dreiachsigen Drehgestelle mit Tatzlagerantrieben ähneln denjenigen der MTAB IORE der LKAB Malmtrafik. Zwei Entgleisungsbalken an den Kopfträgern der Drehgestelle verhindern, dass die Lokomotive bei Entgleisungen umkippt oder die Achsgetriebe beschädigt werden.

### Anordnung der Geräte
Die 23E-Lokomotiven haben nur an einem Ende einen Führerstand. Im Maschinenraum sind die Geräte links und rechts von einem Mittelgang angeordnet. Von vorne nach hinten ist die Anordnung wie folgt:
| Linke Seite - Klimaanlage - Leittechnikgerüst - Niederspannungsgerüst - Hilfsbetriebegerüst - Kühlturm 1 - Hochspannungsgerüst - Bremsgerüst - Batterie und Ladegerät - Fahrmotorlüfter 4 - Maschinenraumlüfter - Fahrmotorlüfter 5 - Leittechnik Bremse - Fahrmotorlüfter 6 - Kompressor und Lufttrockner | Rechte Seite - Fahrmotorlüfter 1 - Fahrmotorlüfter 2 - Kommunikationsausrüstung - Fahrmotorlüfter 3 - Kühlturm 2 - Traktionsstromrichter - Bremswiderstand 1 - Bremswiderstand 2 - Toilette mit Waschbecken - Wartungstüre |

### Stromabnehmer
Die beiden Einholmstromabnehmer auf dem Dach sind jeweils über den Drehpunkten der Drehgestelle angeordnet. Beide Stromabnehmer können für beide Stromsysteme verwendet werden. Unüblich ist die Anordnung beider Stromabnehmer mit dem Knie nach hinten.

### Zweisystembetrieb
Der Hauptstromkreis wird abhängig von der an den Stromabnehmern anliegenden Spannung automatisch für den Gleich-- oder Wechselstrombetrieb konfiguriert. Die Phasen- und Systemwechsel-Schutzstrecken werden durch Gleismagnete dem Fahrzeug signalisiert. Sie aktivieren an den Enden der Lok angebrachte Reedschalter, welche automatisch die Zugkraft abschalten, den Hauptschalter aus- und nach der Schutzstrecke wieder einschalten. Danach wird die Zugkraft selbsttätig wieder aufgebaut.
Im Gleichstrombetrieb wird die Fahrleitungsspannung über eine Drossel direkt in den Zwischenkreis geleitet, im Wechselstrombetrieb wird die Fahrleitungsspannung vom Haupttransformator herabgesetzt und von sechs Vierquadrantenstellern dem Zwischenkreis zugeführt. Jeder Fahrmotor hat einen eigenen Wechselrichter, der mit Energie aus dem Zwischenkreis versorgt wird.